# Astyanax myersi
Astyanax myersi är en fiskart som först beskrevs av Fernández-yépez, 1950.  Astyanax myersi ingår i släktet Astyanax och familjen Characidae. Inga underarter finns listade.